# Normana Valensisi
Normana Valensisi (Lecco, 28 ottobre 1950) è una poetessa italiana.

## Biografia
Normana Valensisi nasce il 28 ottobre 1950 a Lecco, attualmente vive e lavora a Milano. Poetessa, operatore culturale.
È stata componente a Bruxelles del Gruppo Esperti "Promotion de la Poésie", "Problemes du secteur culturel" Commission des Communautés Européenes.
Ha curato il Progetto Poetico per Società di Poesia, in collaborazione con Fondazione Corrente 1985 e 1988.
Rappresenta l'Italia all'International Literary Manifestation "Sarajevo poetry days" 1986. Iniziativa culturale Italo-Iugoslava a cura della Presidenza del Consiglio dei ministri.
Normana Valensisi ha collaborato con voce e canto alla realizzazione dell'album LP Poesia In-Canto a cura del poeta Aldino Leoni 1991.
Suoi testi inediti sono apparsi su Poliorama, Donne in poesia, Catalogo di un disordine amoroso, Schema, La poesia in forma chiusa. Poesia in-canto, Nuove lettere: rivista internazionale di poesia e letteratura, Testuale e Bibliografia nazionale italiana.
Le sue poesie sono tradotte in tedesco.

## Riconoscimenti
- 1983 - Arie di Neve (Società di Poesia, Milano, 1984) Premio Internazionale Eugenio Montale per l'inedito[1], già finalista al premio Carducci per l'inedito nel 1981[11].

## Opere
- Il mondo non è poesia (Cultura Ed., Firenze, 1978);
- Arie di neve (Società di Poesia, Milano, 1984).